# Ibn Ziad
 (mai 2012).
Si vous disposez d'ouvrages ou d'articles de référence ou si vous connaissez des sites web de qualité traitant du thème abordé ici, merci de compléter l'article en donnant les références utiles à sa vérifiabilité et en les liant à la section « Notes et références ».
Pour les articles homonymes, voir Ibn Ziad (homonymie).
Ibn Ziad (en arabe : ابن زياد ; en tifinagh : ⴱⴻⵏ ⵣⵢⴰⴷ), anciennement Rouffach lors de la colonisation française, est une commune de la wilaya de Constantine en Algérie. 

## Géographie
La ville est située au nord-ouest de Constantine, elle est construite sur pente et abreuvée par une source naturelle « al manbouê ». Elle se trouve à quelques centaines de mètres du pied du mont Cheikh Zouaoui, berceau de culture de blé dur et de plantes maraîchères (melon, pastèque, tomate, aubergine, pomme, poire, etc.).

## Histoire
Rouffach avait été construit par des colons alsaciens, originaires de Rouffach en Alsace.

## Patrimoine
La montagne Djebel Zouaoui est située à 1 266 mètres d'altitude et renferme des sites qui ont fait le bonheur des spéléologues, un temps où des grottes étaient visitées par le club de spéléologie de Constantine et des spécialistes allemands et français, telle Ghar Adhbar qui fait près de 11 km et débouche sur Ouled-Rahmoun où seule une équipe allemande a réussi à la traverser de part en part. La région garde des vestiges romains. 